# Koki Niwa
Koki Niwa, född den 10 oktober 1994 i Tomakomai, är en japansk bordtennisspelare.
Han tog OS-silver i herrlag i samband med de olympiska bordtennisturneringarna 2016 i Rio de Janeiro. Vid lagtävlingen under sommarspelen 2020 i Tokyo tog han en bronsmedalj.

## Bilder

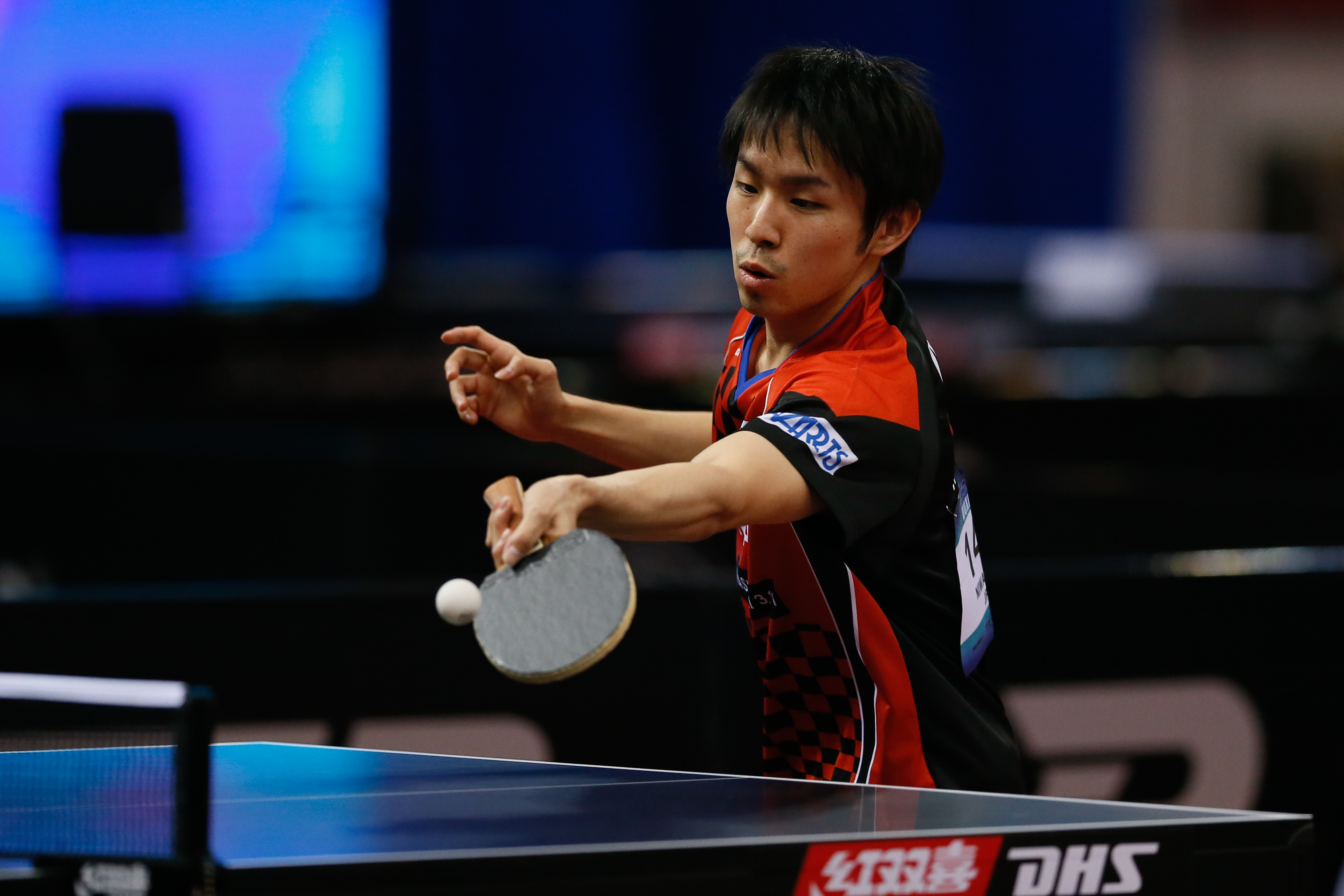
Asiatiska mästerskapen 2017
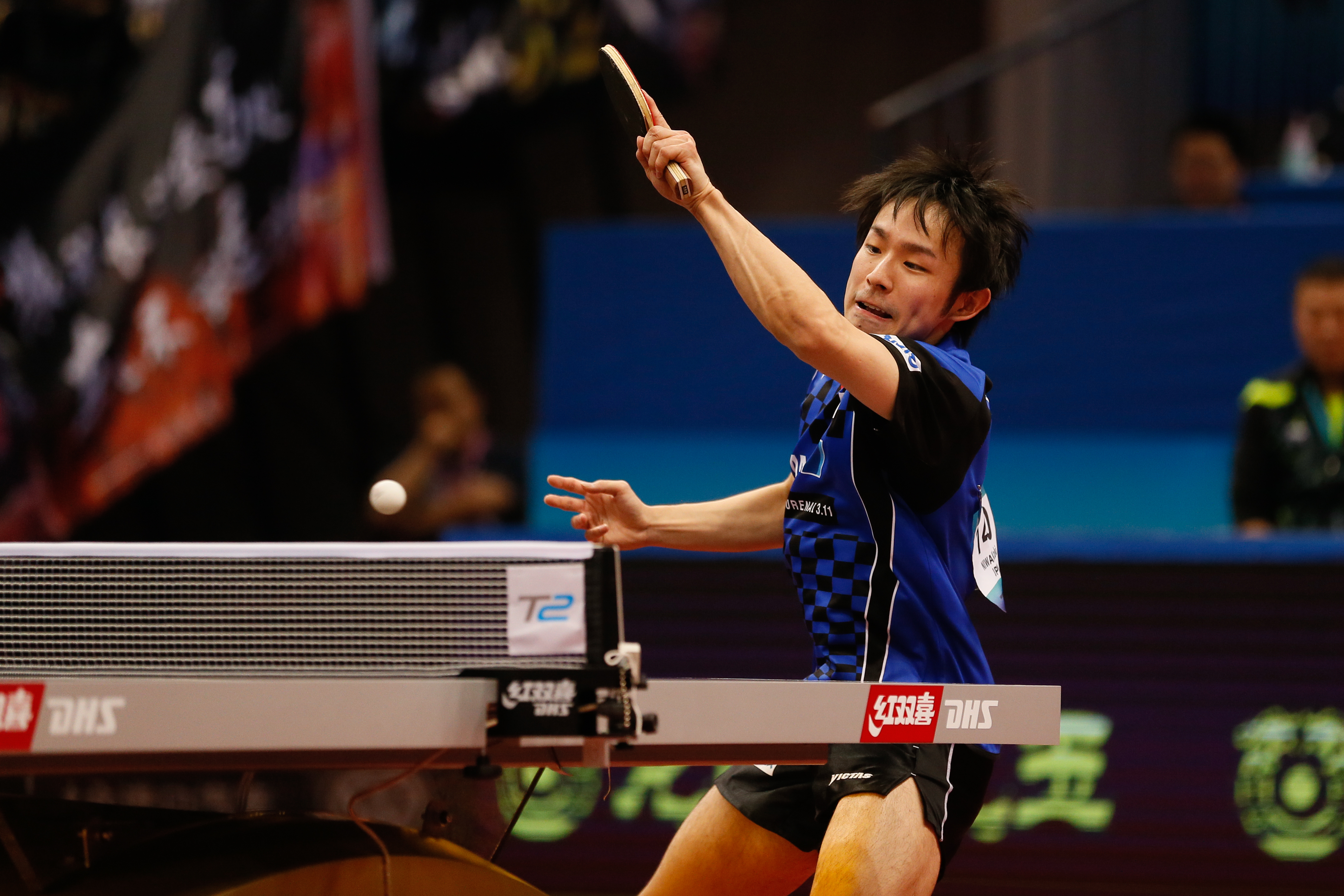
Asiatiska mästerskapen 2017
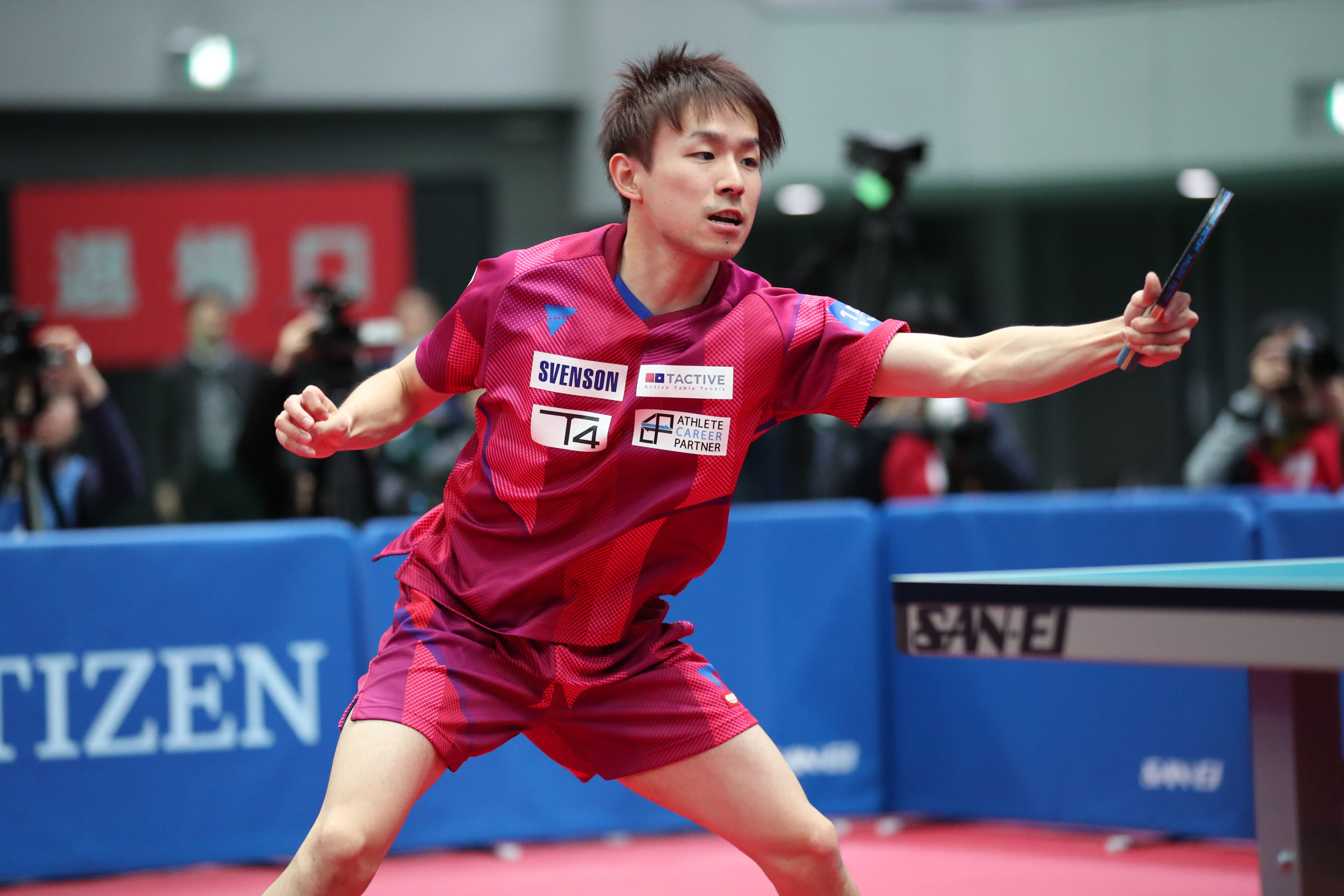
Juni 2020